# كيفن كليفتون
كيفن كليفتون (بالإنجليزية: Kevin Clifton)‏ هو راقص بريطاني، ولد في 13 أكتوبر 1982 في Waltham, Lincolnshire ‏ في المملكة المتحدة.

## وصلات خارجية
- كيفن كليفتون على موقع IMDb (الإنجليزية)
- كيفن كليفتون على موقع قاعدة بيانات الفيلم (الإنجليزية)

- الموقع الرسمي